# 5 octobre dans les chemins de fer
5 septembre 5 novembre
Chronologies thématiques
- Croisades
- Sports
- Disney

Cette page concerne les événements qui se sont déroulés un 5 octobre dans les chemins de fer.

## Événements

### XIXesiècle
- 1829 : au Royaume-Uni, en vue de la mise en service prochaine de la ligne de chemin de fer Manchester-Liverpool, les futurs exploitants organisent le Concours de Rainhill. George Stephenson remporte l'épreuve devant quatre compétiteurs avec son prototype, la Fusée.

### XXesiècle
- 1921 : en France, la collision de deux trains dans l'une des galeries du tunnel des Batignolles, à la sortie de la gare Saint-Lazare à Paris entraîne une explosion qui fait 28 morts et 74 blessés. Trois des plus anciennes galeries (la galerie sous la rue de Rome, creusée en 1910, a été conservée) furent détruits à la suite de cet accident et remplacés par une tranchée ouverte, les travaux se terminant en 1926.

- 1962 : en France, en Côte-d'Or, à 20 h 32, le Trans-Europ-Express Cisalpin Milan - Paris déraille à Saint-Rémy, à proximité de Montbard, à la suite d’une collision avec le wagon-citerne d’un autre train. Un incident mécanique provoque dans un premier temps le déraillement du wagon que le Cisalpin, venant en sens inverse, accroche. On relève des décombres 9 morts et 12 blessés[1].
- 1999 : en Grande-Bretagne, l'accident ferroviaire de Paddington (banlieue ouest de Londres) fait 31 morts et plus de 150 blessés. La prise en écharpe entre un train de banlieue de Thames Trains et un Intercity de la compagnie Great Western Train serait dû au non-respect de la signalisation par le premier[2].